# Guido de Ibelín (1286–1308)
Guido de Ibelín (1286-1308), Señor de Nicosia, fue el hijo de Balián de Ibelín, senescal del reino de Chipre, y de Alicia de Lampron.
En 1303, con dispensación papal, contrajo matrimonio con su prima Isabel de Ibelín, hija de Balduino de Ibelín y de Margarita de Gibelet. Su única hija fue Alix de Ibelín, la segunda esposa de Hugo IV de Chipre.
Guido fue enterrado el 8 de septiembre de 1308 en la abadía premonstratense de Belapais cerca de Kyrenia, Chipre.